# Aberto do País de Gales de Snooker de 2023
O Aberto do País de Gales de 2023 ou Welsh Open de 2023 foi um torneio de snooker profissional que aconteceu de 13 a 19 de fevereiro de 2023 no Venue Cymru em Llandudno, no País de Gales, a primeira vez desde o início do torneio em 1992 que foi realizado fora de Newport ou Cardiff. O 11º evento do ranking da temporada de snooker de 2022–23, foi o quarto e último torneio da "Home Nations Series" da temporada, após o Aberto da Irlanda do Norte (Northern Ireland Open), o Aberto da Escócia (Scottish Open) e o Aberto da Inglaterra (English Open). Também foi a oitava e última prova da Série Europeia (European Series) da temporada. Os jogos da fase de qualificação aconteceram de 11 a 13 de janeiro de 2023 no Metrodome em Barnsley, na Inglaterra, no entanto, as partidas envolvendo os jogadores do top-16 do ranking mundial, bem como as partidas envolvendo os dois galeses convidados (wild-card), foram adiadas e disputadas no mesmo local dos jogos da fase final. Organizado pela World Snooker Tour e patrocinado pela BetVictor, o torneio foi transmitido pela BBC Cymru e pela BBC Red Button no Reino Unido, e pela Eurosport no Reino Unido e na Europa. O vencedor recebeu 80 mil libras esterlinas de uma premiação global de 427 mil.
O defensor do título foi Joe Perry, que derrotou Judd Trump por 9–5 na final de 2022, mas perdeu por 1–4 para Robbie Williams na segunda rodada da fase final. Robert Milkins derrotou Shaun Murphy por 9–7 na final para ganhar seu segundo título em provas do ranking. Milkins também garantiu o bônus da BetVictor Series. Ele avançou da 27ª para a 16ª colocação no ranking mundial após o evento.
Na fase principal da competição foram marcados um tota de 48 century breaks. Murphy fez o maior break do torneio, seu sétimo break máximo em competição profissional, durante sua partida das oitavas de final contra Daniel Wells.

## Premiação
O evento teve um premiação total de 427 mil libras esterlinas, sendo 80 mil libras esterlinas a parte dedicada ao campeão. A distribuição dos prêmios (prize money) para o evento é mostrada abaixo:
| Posição                                      | Prêmio                    |
| -------------------------------------------- | ------------------------- |
| Campeão                                      | 80 000 libras esterlinas  |
| Vice-campeão                                 | 35 000 libras esterlinas  |
| 3–4 (perdedores das semifinais)              | 17 500 libras esterlinas  |
| 5–8 (perdedores das quartas de final)        | 11 000 libras esterlinas  |
| 9–16 (perdedores da segunda rodada)          | 7 500 libras esterlinas   |
| 17–32 (perdedores da primeira rodada)        | 4 500 libras esterlinas   |
| 33–64 (perdedores da rodada de qualificação) | 3 000 libras esterlinas   |
| Break mais alto                              | 5 000 libras esterlinas   |
| Total                                        | 427 000 libras esterlinas |

## Qualificação
A qualificação para o torneio ocorreu de 11 a 13 de janeiro de 2023 no no Metrodome em Barnsley, na Inglaterra.

### Qualificação principal
| Jogo                  | Jogador 1       | Placar | Jogador 2          |
| --------------------- | --------------- | ------ | ------------------ |
| 11 de janeiro — 10:00 |                 |        |                    |
| 8                     | Muhammad Asif   | 1 — 4  | Joe O'Connor       |
| 20                    | Daniel Wells    | 4 — 2  | Dechawat Poomjaeng |
| 40                    | Ken Doherty     | 4 — 3  | Thepchaiya Un-Nooh |
| 54                    | Jimmy White     | 4 — 0  | Craig Steadman     |
| 11 de janeiro — 13:00 |                 |        |                    |
| 23                    | Anthony McGill  | 4 — 3  | Lukas Kleckers     |
| 27                    | Ryan Thomerson  | 4 — 2  | Andrew Pagett      |
| 29                    | Peter Lines     | 1 — 4  | Yuan Sijun         |
| 36                    | Dean Young      | 4 — 3  | Gerard Greene      |
| 11 de janeiro — 16:00 |                 |        |                    |
| 2                     | Himanshu Jain   | 0 — 4  | Mark Joyce         |
| 51                    | Jimmy Robertson | 3 — 4  | Mohamed Ibrahim    |
| 57                    | Mark Davis      | 1 — 4  | Chris Wakelin      |
| 62                    | Jamie Jones     | 2 — 4  | Rod Lawler         |
| 11 de janeiro — 19:00 |                 |        |                    |
| 6                     | Jenson Kendrick | 2 — 4  | Andy Lee           |
| 7                     | Gary Wilson     | 3 — 4  | Graeme Dott        |
| 9                     | Zak Surety      | 3 — 4  | Hammad Miah        |
| 10                    | Tom Ford        | 1 — 4  | Aaron Hill         |
| 12 de janeiro — 10:00 |                 |        |                    |
| 11                    | Pang Junxu      | 4 — 3  | Xu Si              |
| 13                    | Julien Leclercq | 4 — 0  | Duane Jones        |
| 14                    | Jordan Brown    | 4 — 1  | Steven Hallworth   |
| 15                    | Rebecca Kenna   | 0 — 4  | Jak Jones          |
| 12 de janeiro — 13:00 |                 |        |                    |
| 18                    | James Cahill    | 1 — 4  | Louis Heathcote    |
| 19                    | Matthew Selt    | 4 — 2  | Adam Duffy         |

| Jogo                  | Jogador 1       | Placar | Jogador 2        |
| --------------------- | --------------- | ------ | ---------------- |
| 12 de janeiro — 13:00 |                 |        |                  |
| 24                    | Mink Nutcharut  | 1 — 4  | Sam Craigie      |
| 25                    | David Lilley    | 4 — 3  | Jamie Clarke     |
| 12 de janeiro — 16:00 |                 |        |                  |
| 22                    | Peng Yisong     | 4 — 1  | Reanne Evans     |
| 26                    | Ricky Walden    | 4 — 2  | Liam Highfield   |
| 30                    | Stephen Maguire | 4 — 1  | Michael Judge    |
| 35                    | Robert Milkins  | 4 — 2  | Oliver Brown     |
| 12 de janeiro — 19:00 |                 |        |                  |
| 38                    | Allan Taylor    | 0 — 4  | Ben Woollaston   |
| 43                    | Elliot Slessor  | 4 — 0  | Dylan Emery      |
| 52                    | Sanderson Lam   | 4 — 2  | Anthony Hamilton |
| 61                    | Matthew Stevens | 4 — 1  | Fan Zhengyi      |
| 13 de janeiro — 10:00 |                 |        |                  |
| 31                    | Farakh Ajaib    | 1 — 4  | Dominic Dale     |
| 34                    | Si Jiahui       | 4 — 0  | Xiao Guodong     |
| 41                    | Cao Yupeng      | 4 — 1  | Scott Donaldson  |
| 42                    | Ding Junhui     | 4 — 0  | Ashley Hugill    |
| 13 de janeiro — 13:00 |                 |        |                  |
| 45                    | Andy Hicks      | 4 — 2  | Ng On-yee        |
| 46                    | Zhou Yuelong    | 0 — 4  | Wu Yize          |
| 47                    | Lei Peifan      | 1 — 4  | Mitchell Mann    |
| 56                    | Andres Petrov   | 3 — 4  | Ian Martin       |
| 13 de janeiro — 16:00 |                 |        |                  |
| 50                    | Fergal O'Brien  | 2 — 4  | Martin Gould     |
| 55                    | Ali Carter      | 4 — 2  | John Astley      |
| 59                    | Barry Pinches   | 0 — 4  | Ben Mertens      |
| 63                    | Anton Kazakov   | 1 — 4  | Ross Muir        |

## Fase final

### Rodada 1 (Partidas adiadas da qualificação)
| Jogo                    | Jogador 1             | Placar | Jogador 2             |
| ----------------------- | --------------------- | ------ | --------------------- |
| 13 de fevereiro — 10:00 |                       |        |                       |
| 1                       | Joe Perry             | 4 — 0  | Mark King             |
| 8                       | Shaun Murphy          | 4 — 0  | Victor Sarkis         |
| 17                      | Michael Holt          | 1 — 4  | Tian Pengfei          |
| 19                      | Stuart Bingham        | 1 — 4  | Jackson Page          |
| 13 de fevereiro — 13:00 |                       |        |                       |
| 3                       | Oliver Briffett-Payne | 1 — 4  | Robbie Williams       |
| 10                      | Neil Robertson        | 4 — 1  | Fraser Patrick        |
| 18                      | David Gilbert         | 4 — 2  | Marco Fu              |
| 20                      | Ronnie O'Sullivan     | 4 — 0  | Oliver Lines          |
| 13 de fevereiro — 14:00 |                       |        |                       |
| 5                       | Kyren Wilson          | 4 — 1  | Asjad Iqbal           |
| 6                       | Mark Williams         | 4 — 2  | Michael White         |
| 12                      | Barry Hawkins         | 4 — 1  | Ian Burns             |
| 16                      | John Higgins          | 4 — 0  | Alexander Ursenbacher |

| Jogo                    | Jogador 1        | Placar | Jogador 2         |
| ----------------------- | ---------------- | ------ | ----------------- |
| 13 de fevereiro — 19:00 |                  |        |                   |
| 4                       | Ryan Day         | 3 — 4  | Stuart Carrington |
| 7                       | Judd Trump       | 4 — 0  | David Grace       |
| 13                      | Hossein Vafaei   | 4 — 2  | Lyu Haotian       |
| 14                      | Luca Brecel      | 4 — 1  | Sean O'Sullivan   |
| 13 de fevereiro — 20:00 |                  |        |                   |
| 2                       | Noppon Saengkham | 3 — 4  | Liam Davies       |
| 9                       | Jack Lisowski    | 4 — 0  | Zhang Anda        |
| 11                      | Mark Selby       | 4 — 2  | Jamie O'Neill     |
| 15                      | Mark Allen       | 4 — 1  | Alfie Burden      |

### Rodada 2
| Jogo                    | Jogador 1         | Placar | Jogador 2         |
| ----------------------- | ----------------- | ------ | ----------------- |
| 14 de fevereiro — 10:00 |                   |        |                   |
| 21                      | Joe Perry         | 4 — 1  | Mark Joyce        |
| 25                      | Hammad Miah       | 2 — 4  | Aaron Hill        |
| 31                      | Shaun Murphy      | 4 — 1  | Peng Yisong       |
| 35                      | Yuan SiJun        | 4 — 1  | Stephen Maguire   |
| 14 de fevereiro — 13:00 |                   |        |                   |
| 24                      | Graeme Dott       | 2 — 4  | Joe O'Connor      |
| 36                      | Dominic Dale      | 4 — 0  | Neil Robertson    |
| 41                      | Cao Yupeng        | 4 — 0  | Ding Junhui       |
| 50                      | Ben Mertens       | 4 — 2  | Jackson Page      |
| 14 de fevereiro — 14:00 |                   |        |                   |
| 32                      | Anthony McGill    | 4 — 2  | Sam Craigie       |
| 42                      | Elliot Slessor    | 0 — 4  | Luca Brecel       |
| 51                      | Matthew Stevens   | 3 — 4  | Rod Lawler        |
| 52                      | Ross Muir         | 3 — 4  | Ronnie O'Sullivan |
| 14 de fevereiro — 19:00 |                   |        |                   |
| 22                      | Liam Davies       | 0 — 4  | Robbie Williams   |
| 23                      | Stuart Carrington | 4 — 2  | Andy Lee          |
| 28                      | Jak Jones         | 4 — 3  | Mark Williams     |
| 38                      | Robert Milkins    | 4 — 2  | Dean Young        |

| Jogo                    | Jogador 1       | Placar | Jogador 2       |
| ----------------------- | --------------- | ------ | --------------- |
| 14 de fevereiro — 20:00 |                 |        |                 |
| 26                      | Pang Junxu      | 4 — 2  | Kyren Wilson    |
| 27                      | Julien Leclercq | 4 — 2  | Jordan Brown    |
| 37                      | Mark Selby      | 4 — 3  | Si Jiahui       |
| 49                      | Chris Wakelin   | 2 — 4  | David Gilbert   |
| 15 de fevereiro — 10:00 |                 |        |                 |
| 40                      | Hossein Vafaei  | 4 — 1  | Ken Doherty     |
| 43                      | Andy Hicks      | 4 — 3  | Wu Yize         |
| 44                      | Mitchell Mann   | 1 — 4  | Mark Allen      |
| 48                      | Ali Carter      | 4 — 1  | Ian Martin      |
| 15 de fevereiro — 13:00 |                 |        |                 |
| 29                      | Judd Trump      | 4 — 2  | Louis Heathcote |
| 30                      | Matthew Selt    | 1 — 4  | Daniel Wells    |
| 39                      | Barry Hawkins   | 4 — 0  | Ben Woollaston  |
| 46                      | Mohamed Ibrahim | 2 — 4  | Sanderson Lam   |
| 15 de fevereiro — 14:00 |                 |        |                 |
| 33                      | David Lilley    | 4 — 1  | Ricky Walden    |
| 34                      | Ryan Thomerson  | 0 — 4  | Jack Lisowski   |
| 45                      | John Higgins    | 4 — 0  | Martin Gould    |
| 47                      | Tian Pengfei    | 4 — 2  | Jimmy White     |

### Rodada 3
| Jogo                            | Jogador 1         | Placar | Jogador 2         |
| ------------------------------- | ----------------- | ------ | ----------------- |
| 15 de fevereiro de 2023 — 19:00 |                   |        |                   |
| 53                              | Joe Perry         | 1 — 4  | Robbie Williams   |
| 54                              | Stuart Carrington | 0 — 4  | Joe O'Connor      |
| 67                              | David Gilbert     | 3 — 4  | Ben Mertens       |
| 68                              | Rod Lawler        | 0 — 4  | Ronnie O'Sullivan |
| 15 de fevereiro de 2023 — 20:00 |                   |        |                   |
| 55                              | Aaron Hill        | 1 — 4  | Pang Junxu        |
| 56                              | Julien Leclercq   | 2 — 4  | Jak Jones         |
| 60                              | Yuan SiJun        | 4 — 1  | Dominic Dale      |
| 61                              | Mark Selby        | 2 — 4  | Robert Milkins    |

| Jogo                            | Jogador 1     | Placar | Jogador 2      |
| ------------------------------- | ------------- | ------ | -------------- |
| 16 de fevereiro de 2023 — 13:00 |               |        |                |
| 57                              | Judd Trump    | 2 — 4  | Daniel Wells   |
| 58                              | Shaun Murphy  | 4 — 2  | Anthony McGill |
| 59                              | David Lilley  | 2 — 4  | Jack Lisowski  |
| 62                              | Barry Hawkins | 3 — 4  | Hossein Vafaei |
| 16 de fevereiro de 2023 — 14:00 |               |        |                |
| 63                              | Cao Yupeng    | 1 — 4  | Luca Brecel    |
| 64                              | Andy Hicks    | 1 — 4  | Mark Allen     |
| 65                              | John Higgins  | 4 — 3  | Sanderson Lam  |
| 66                              | Tian Pengfei  | 4 — 2  | Ali Carter     |

### Rodada 4
| Jogo                            | Jogador 1       | Placar | Jogador 2    |
| ------------------------------- | --------------- | ------ | ------------ |
| 16 de fevereiro de 2023 — 19:00 |                 |        |              |
| 69                              | Robbie Williams | 0 — 4  | Joe O'Connor |
| 70                              | Pang Junxu      | 4 — 2  | Jak Jones    |
| 71                              | Daniel Wells    | 1 — 4  | Shaun Murphy |
| 72                              | Jack Lisowski   | 1 — 4  | Yuan SiJun   |

| Jogo                            | Jogador 1      | Placar | Jogador 2         |
| ------------------------------- | -------------- | ------ | ----------------- |
| 16 de fevereiro de 2023 — 20:00 |                |        |                   |
| 73                              | Robert Milkins | 4 — 1  | Hossein Vafaei    |
| 74                              | Luca Brecel    | 2 — 4  | Mark Allen        |
| 75                              | John Higgins   | 1 — 4  | Tian Pengfei      |
| 76                              | Ben Mertens    | 0 — 4  | Ronnie O'Sullivan |

### Quartas de final
| Jogo                            | Jogador 1    | Placar | Jogador 2         |
| ------------------------------- | ------------ | ------ | ----------------- |
| 17 de fevereiro de 2023 — 12:00 |              |        |                   |
| 78                              | Shaun Murphy | 5 — 0  | Yuan SiJun        |
| 80                              | Tian Pengfei | 5 — 0  | Ronnie O'Sullivan |

| Jogo                            | Jogador 1      | Placar | Jogador 2  |
| ------------------------------- | -------------- | ------ | ---------- |
| 17 de fevereiro de 2023 — 19:00 |                |        |            |
| 77                              | Joe O'Connor   | 4 — 5  | Pang Junxu |
| 79                              | Robert Milkins | 5 — 1  | Mark Allen |

### Semifinal
| Jogo                            | Jogador 1  | Placar | Jogador 2    |
| ------------------------------- | ---------- | ------ | ------------ |
| 18 de fevereiro de 2023 — 13:00 |            |        |              |
| 81                              | Pang Junxu | 3 — 6  | Shaun Murphy |

| Jogo                            | Jogador 1      | Placar | Jogador 2    |
| ------------------------------- | -------------- | ------ | ------------ |
| 18 de fevereiro de 2023 — 19:00 |                |        |              |
| 82                              | Robert Milkins | 6 — 2  | Tian Pengfei |

### Final
| Final: Melhor de 17 frames. Árbitro: John Pellew Venue Cymru, Llandudno, País de Gales, 19 de fevereiro de 2023 |                 |                                  |
| Shaun Murphy (11) Inglaterra | 7 — 9           | Robert Milkins (30) · Inglaterra |
| Sessão 1: 61–58 (Murphy 60, Milkins 58), 62–25, 47–67, 70–28, 7–116 (66), 58–68 (Murphy 58), 27–66, 111–6 (68) Sessão 2: 19–71 (55), 99–0 (70), 62–69 (Milkins 62), 5–72 (60), 65–16 (64), 0–75 (64), 114–0 (114), 11–72 (64) |                 |                                  |
| 114 | Break mais alto | 66                               |
| 1 | Century breaks  | 0                                |
| 6 | Breaks de 50+   | 7                                |

## Century breaks

### Centuries fa fase final
Um total de 48 century breaks foram alcançados durante a fase final da competição.
- 147, 145, 134, 114, 102, 100 – Shaun Murphy
- 142, 113, 110 – David Gilbert
- 138 – Jack Lisowski
- 137, 115, 109 – Robert Milkins
- 135, 112, 101 – John Higgins
- 134, 114 – David Lilley
- 133, 102, 100 – Hossein Vafaei
- 133 – Marco Fu
- 131, 105 – Jackson Page
- 130 – Ben Mertens
- 129 – Neil Robertson
- 125, 116 – Robbie Williams
- 124, 124 – Mark Selby
- 124 – Ali Carter
- 124 – Pang Junxu
- 122 – Mark Williams
- 122 – Liam Davies
- 114 – Sanderson Lam
- 108, 100 – Ronnie O'Sullivan
- 108 – Joe O'Connor
- 107 – Joe Perry
- 105, 101 – Mark Allen
- 105 – Si Jiahui
- 104 – Asjad Iqbal
- 102 – Andy Lee
- 102 – Wu Yize
- 101 – Daniel Wells
- 100 – Luca Brecel
- 100 – Yuan Sijun

### Centuries da fase de qualificação
Um total de 14 century breaks foram alcançados durante a qualificação.
- 142 – Elliot Slessor
- 139 – Stephen Maguire
- 138, 108 – Ricky Walden
- 136 – Ben Woollaston
- 127 – Sam Craigie
- 117 – Martin Gould
- 112 – Scott Donaldson
- 105 – Jak Jones
- 104 – Andrew Pagett
- 102 – Mitchell Mann
- 102 – Daniel Wells
- 100 – Steven Hallworth
- 100 – Fergal O'Brien